# Березовий гай (ландшафтний заказник, Волинська область)
Бере́зовий гай — ландшафтний заказник місцевого значення в Україні. Розташований у межах Володимирського району Волинської області, на захід від села Лудин.
Площа 36,7 га. Статус надано згідно з рішенням Волинської обласної ради від 17.03.1994 року № 17/19. Розташований на земельній ділянці лісового фонду державної власності не наданої у користування.
Створений з метою збереження унікального лісового масиву з суто березового насадження I бонітету, віком бл. 50 років. Гай зростає на мальовничій горбистій місцевості. У трав'яному покриві: первоцвіт весняний, медунка лікарська, конвалія травнева.

## Галерея

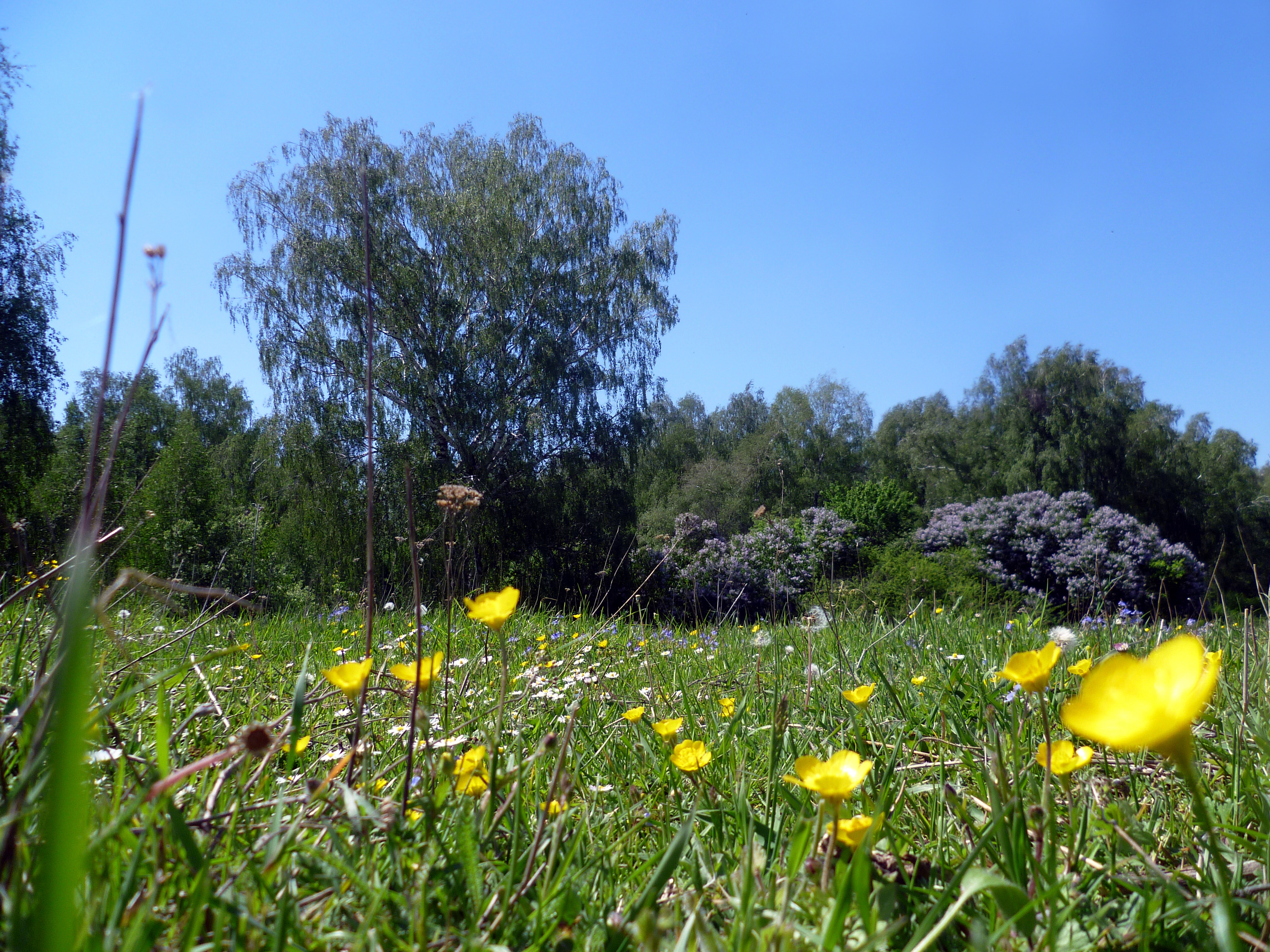
Поблизу автодороги до с. Амбуків
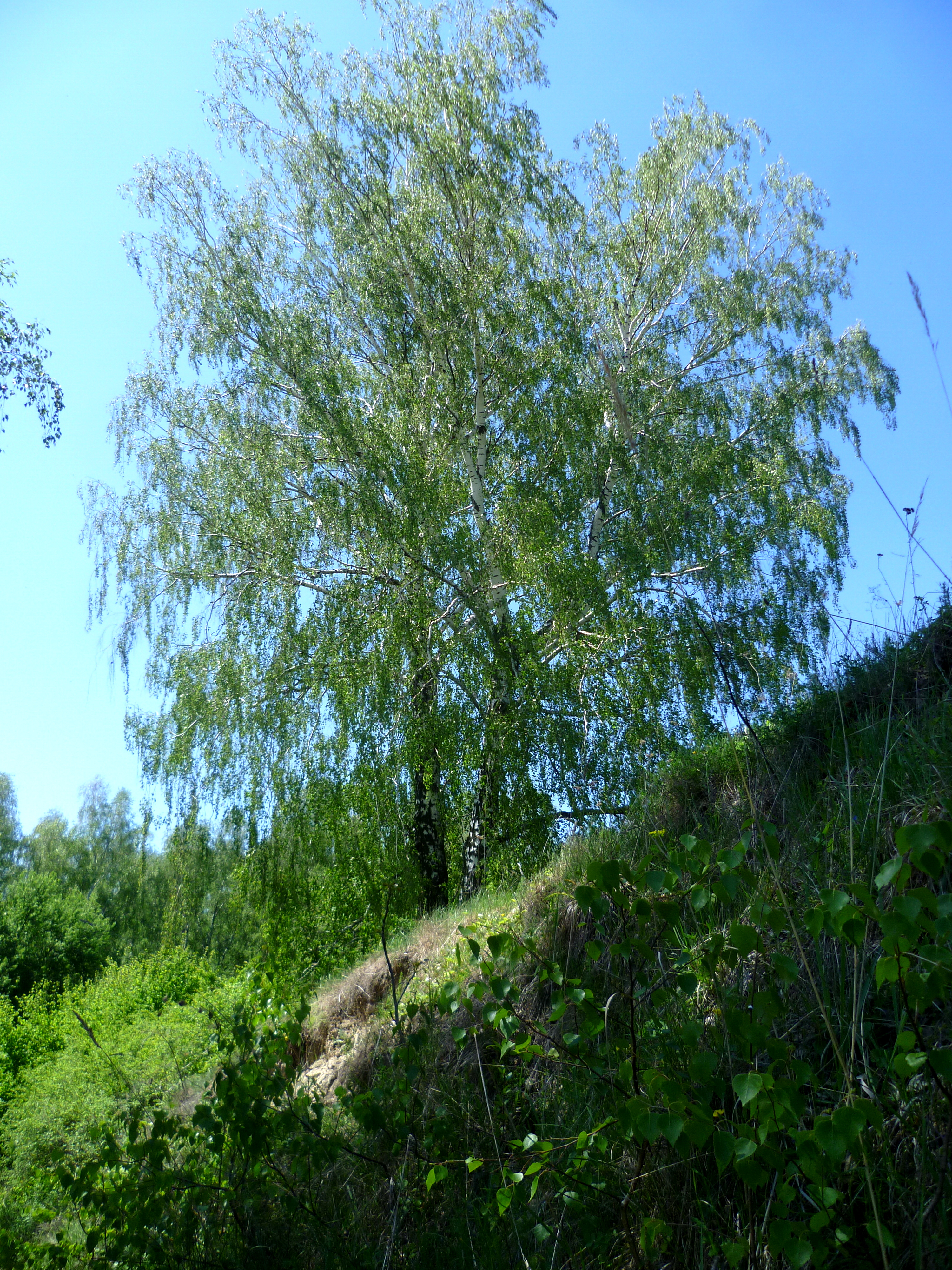
Поблизу стежки через гай до с. Амбуків